# Mezquita Imperial
La Mezquita Imperial (en albanés: Xhamia e Mbretit, en serbio: Царска џамија у Приштини, Carska džamija u Prištini), también conocida como Mezquita del Rey, es una mezquita otomana ubicada en Pristina, Kosovo, y construida en 1461 por el sultán Mehmet II Fatih.
Construida ocho años después de la toma de Constantinopla por los otomanos, su arquitectura es de tipo otomano bursiano, característico de las construcciones islámicas de los Balcanes.
Fue declarada Monumento Cultural de Importancia Excepcional en 1990 por la República de Serbia.
Por su monumento, estructura, modo de construcción y elementos decorativos se sitúa entre los edificios más importantes de la arquitectura islámica en Europa del Este.

## Historia

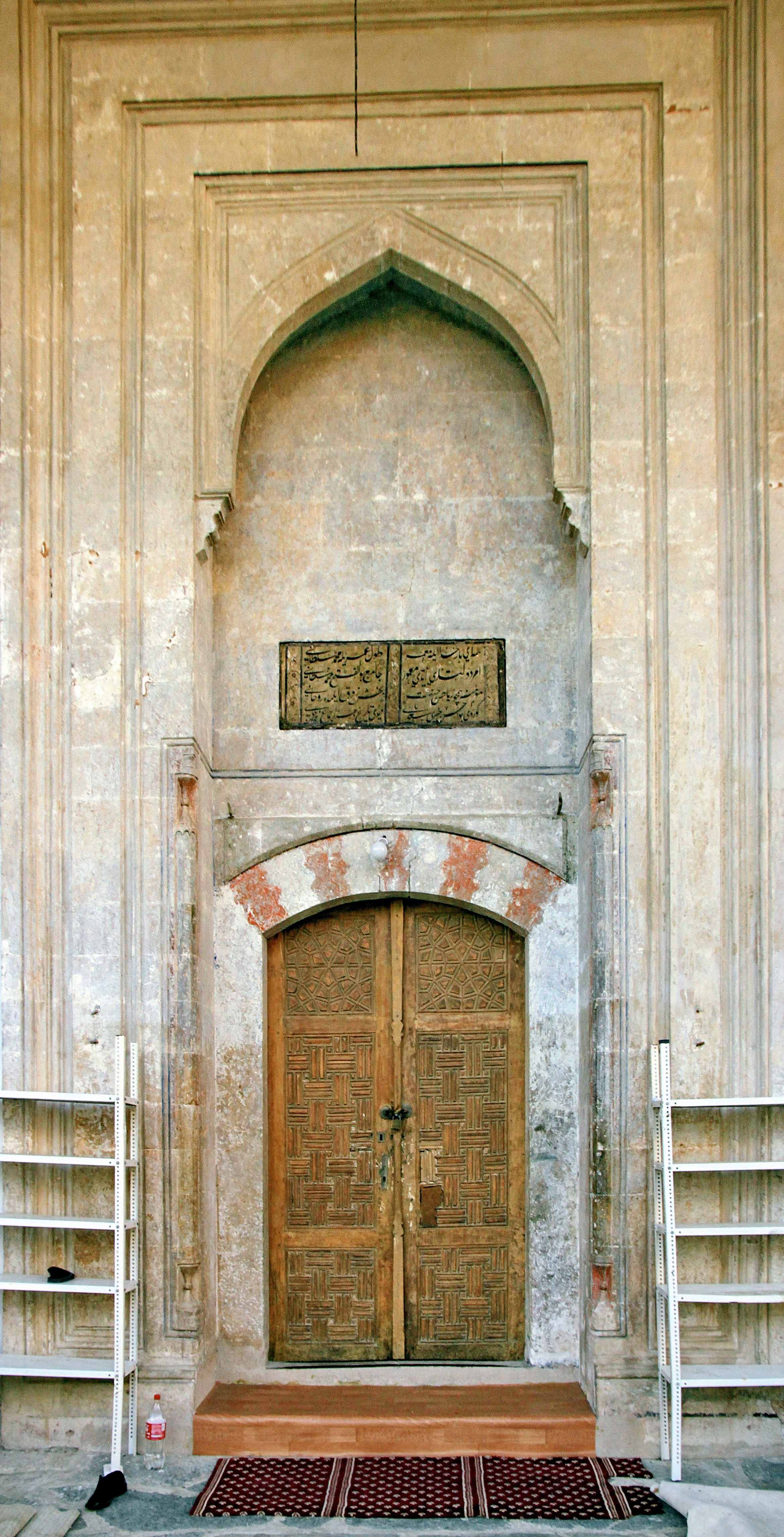
Puerta de entrada a la Mezquita.

La inscripción en alfabeto árabe que se encuentra en la puerta de entrada proporciona como fecha exacta de construcción el año 1461, según el calendario gregoriano, es decir, el año 865 de la Hégira según el calendario islámico.
Fue construida como un edificio que dominaba el paisaje de Pristina, y la más grande de la ciudad. Durante la Gran Guerra Turca, a finales del siglo XVII, se convirtió temporalmente en una iglesia católica. Uno de los escritores albaneses más destacados, Pjetër Bogdani, también un líder activo de los rebeldes pro-austriacos, fue enterrado aquí; aunque después de que en 1690 los otomanos recuperaran el control, sus restos fueron exhumados y arrojaron a la calle por los soldados otomanos.
Fue restaurada entre 1682 y 1683 durante el reinado del sultán Mehmed IV y siglos después, tras el terremoto de 1955. En 1953, la Oficina Provincial para la Protección de Monumentos declaró el monumento bajo protección estatal debido a su mal estado. Entre 1955 y 1990 se llevaron a cabo esfuerzos de conservación parcial. En 2004, un equipo especializado turco preparó más estudios y planes de restauración que fueron aprobados por las autoridades de patrimonio cultural de Kosovo y Turquía en 2006.

## Estructura y arquitectura
Su estructura consta de un edificio cúbico de una sola habitación con una longitud lateral de 14 metros. La cúpula pechina tiene una luz de 13,5 metros y está considerada la más grande de la antigua Yugoslavia. El edificio es de piedra por fuera y ladrillo por dentro. Un pórtico de tres cúpulas sostenido por cuatro columnas se extiende a lo ancho del edificio. La mezquita contiene pinturas decorativas (adornos florales en azul y negro) y arabescos del siglo XVIII. Un rosetón forma el vértice de la cúpula.
El arquitecto del edificio trabajó al estilo de la escuela de Bursa, que era una de las más famosas de todo el Sultanato.
La sala de oración, de 14 por 14 metros, ofrece espacio para unas 800 personas y está cubierta con arquitrabes en la entrada. La sala está equipada con un mehfil, un mihrāb y un minbar. La superficie interior de toda la mezquita es de unos 900 metros cuadrados.
El minarete de 17 metros de altura tiene 120 escalones.

## Galería de imágenes

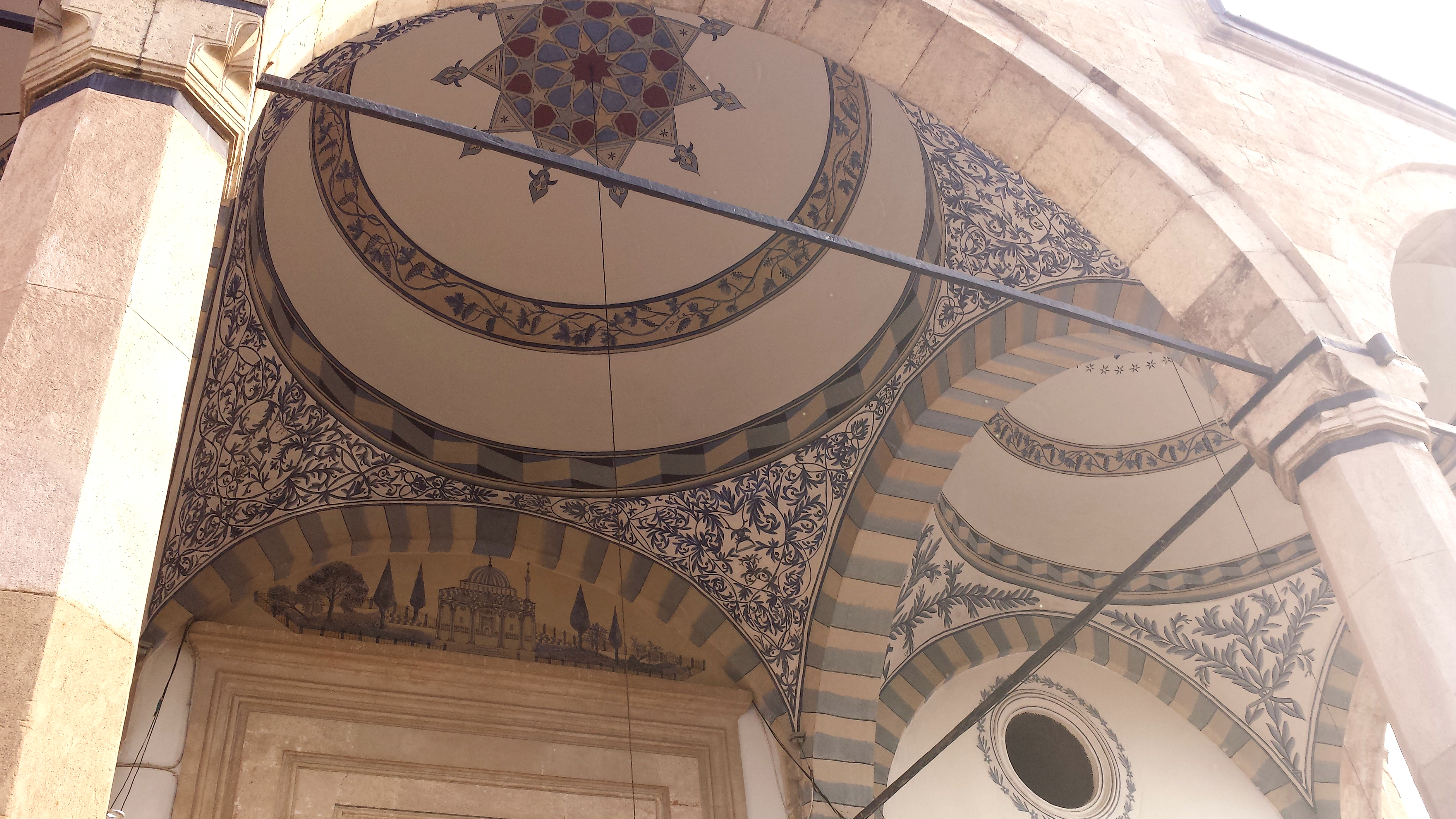
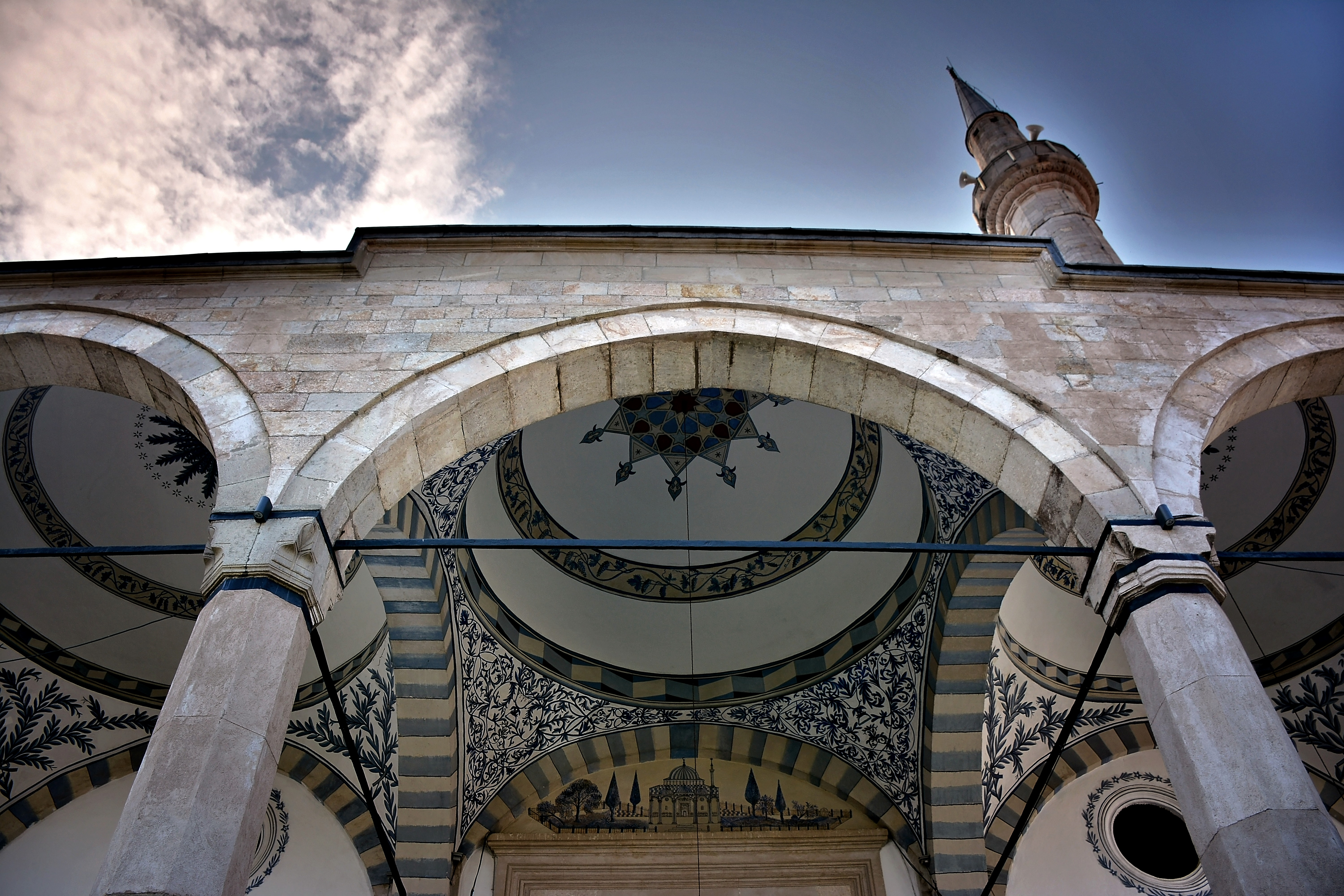
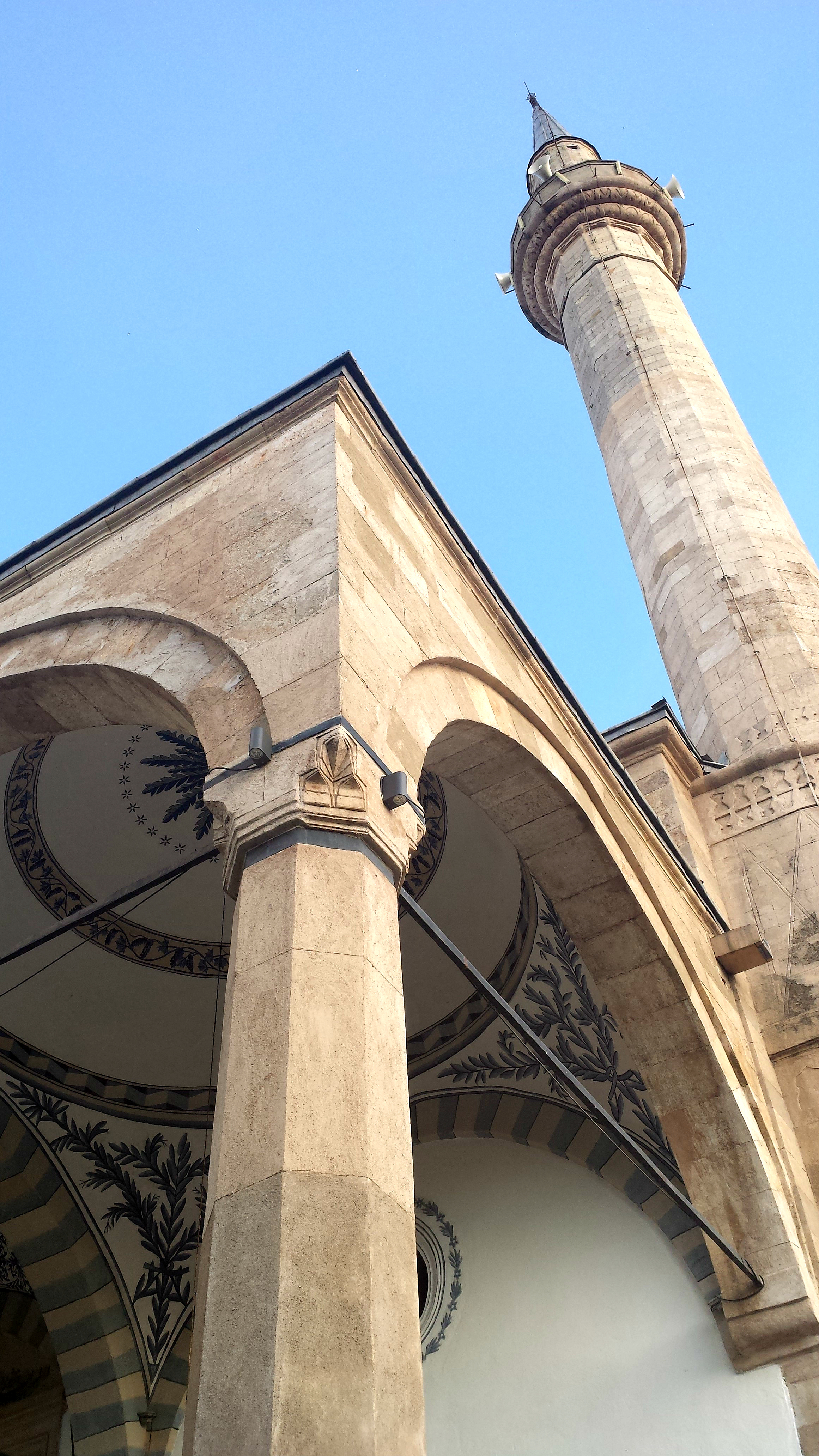
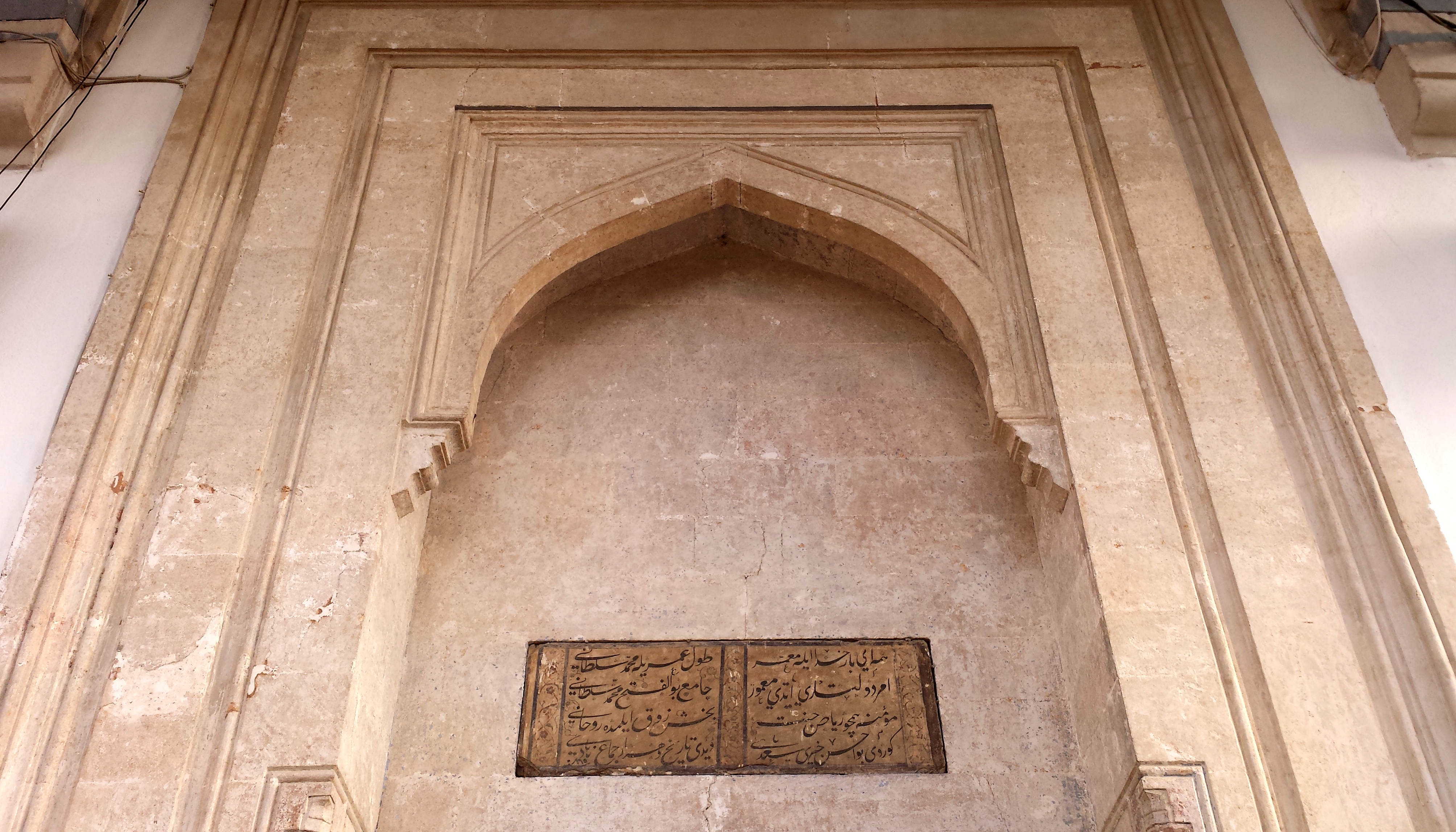
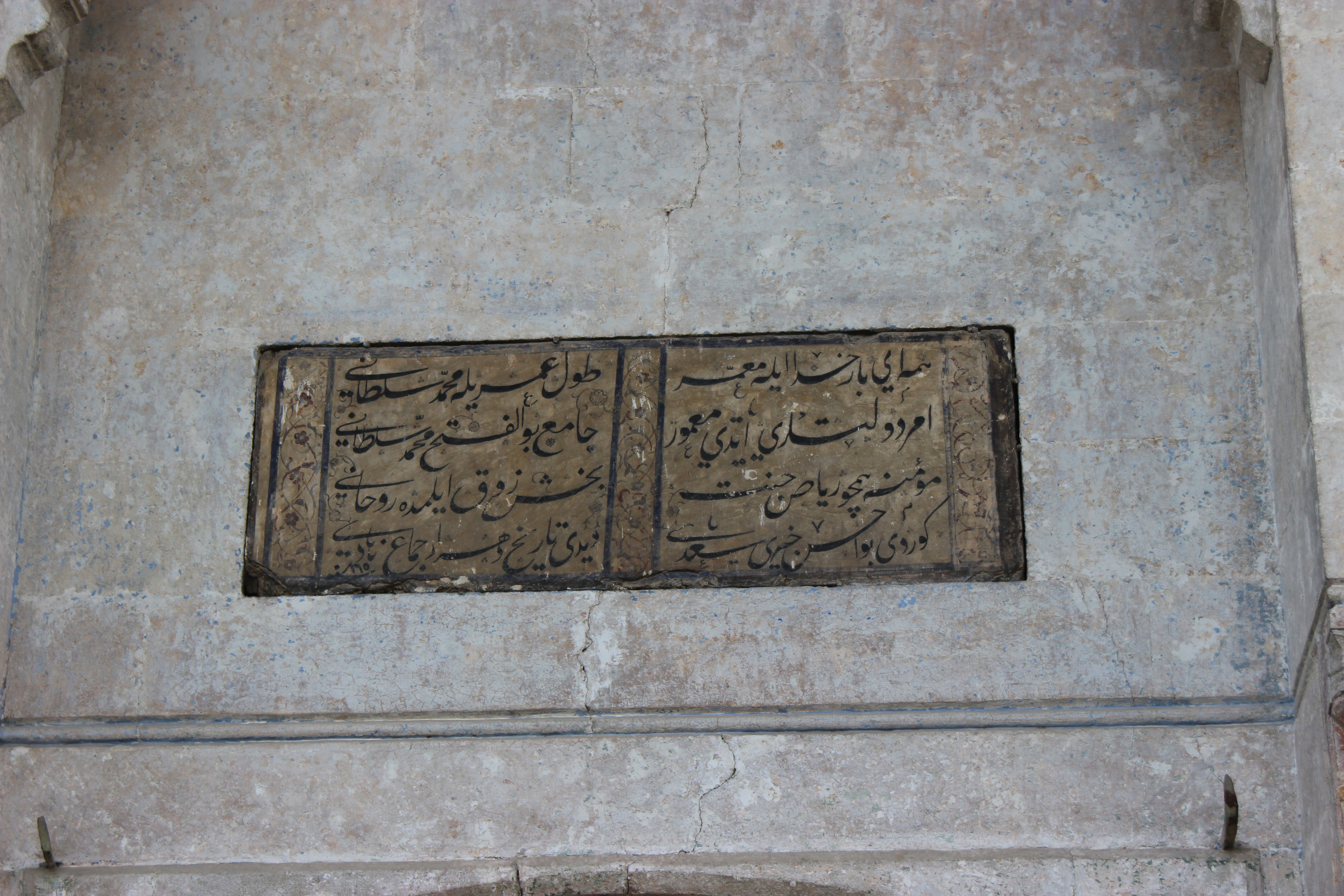
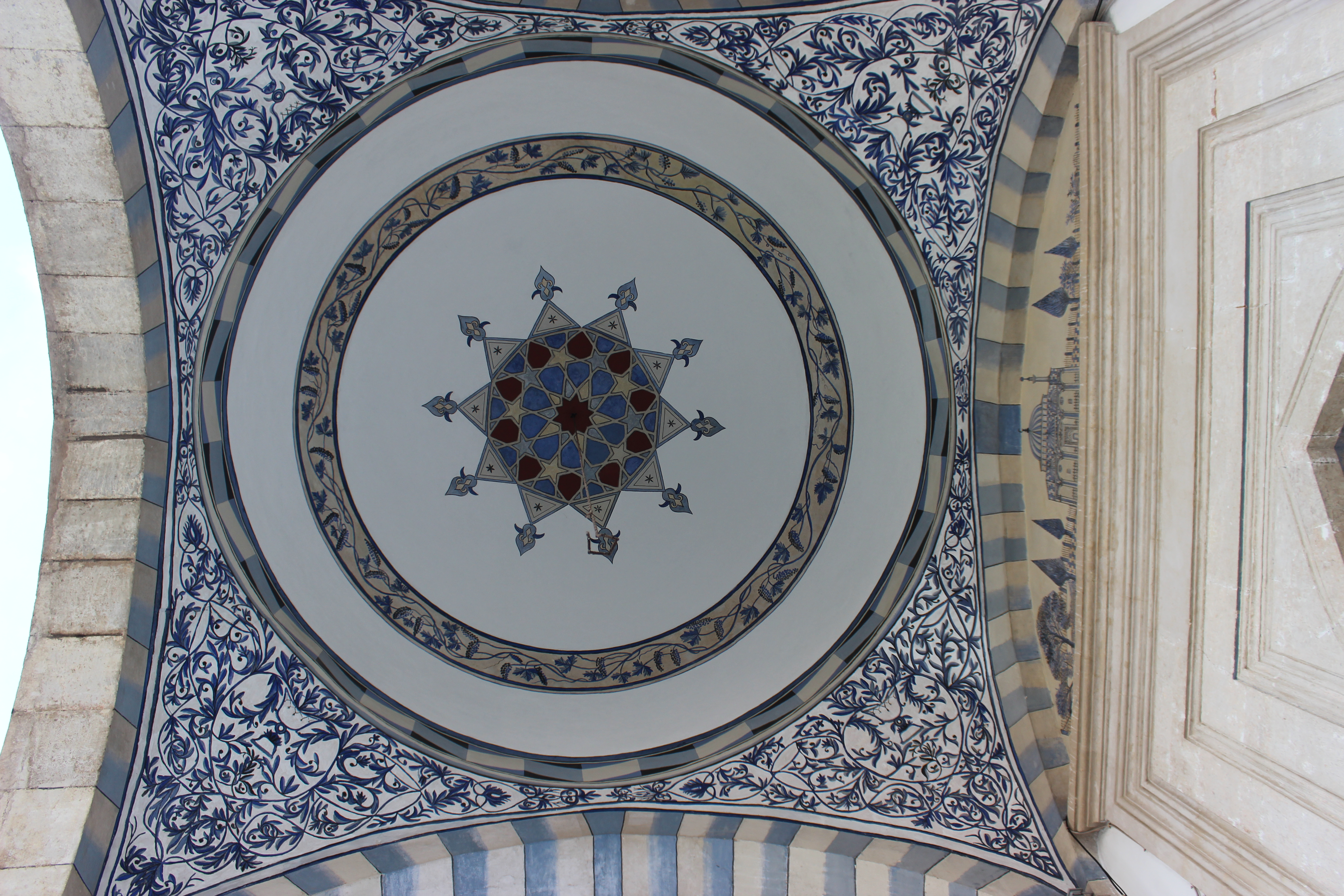